# ヘテロダイン

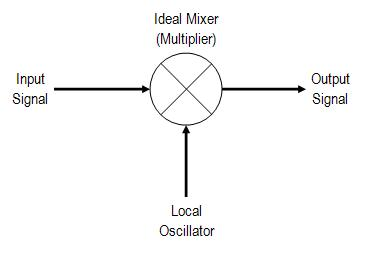
混合器の記号

ヘテロダイン（英: heterodyne）とは、ラジオや信号処理で、2つの振動波形を合成または掛け合わせることで新たな周波数を生成すること。信号の変調および復調、興味のある情報を扱いやすい周波数帯域に移すなどといった用途に使われる。この操作は真空管やトランジスタなどの信号処理デバイスを使って実施される。2つの周波数を混合すると、三角関数の性質によって新たに2つの周波数が生じる。1つは混合する2つの周波数の和であり、もう1つはそれらの差である。通常、変調時は和の方だけ、復調時は差の方だけを必要とする。必要としない方の信号は、後続の同調回路を通過できないか、フィルタ回路によって除去される。

## 語源と用法

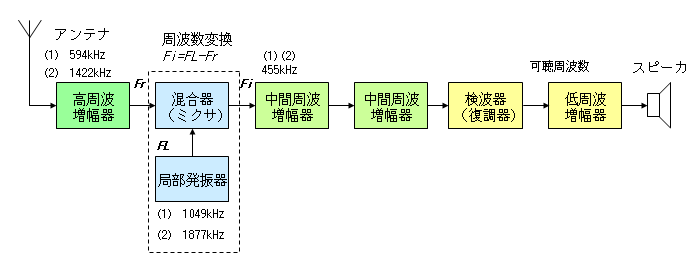
スーパーヘテロダイン

ヘテロダインという単語はギリシア語の「hetero」（異なる）と「dyne」（力）に由来する。この技法は1901年に、カナダ人技術者レジナルド・フェッセンデンによって発明された。
「ヘテロダイン」という用語は、後述するヘテロダイン操作で信号を混合することで得られる新たな周波数の1つを指すこともある。

### スーパーヘテロダイン受信機
スーパーヘテロダイン受信機が入力周波数を中間周波数に変換する際に、この原理を利用している。入力信号を受信機内部（局部発振器）で生成した信号と混合し、和と差の周波数を生成する。これにバンドパスフィルタを使い、必要な方だけを取り出す。フィルタは通常固定であり、一般にAM放送の場合は455kHz、FM放送の場合は10.7MHzを使う。代わりに内部（局部発振器）で生成する信号の周波数を変化させることで選局する（つまり、例えば差が455kHzとなるような周波数だけを選別するので、内部で生成する周波数を変化させれば同調する周波数が変化する）。

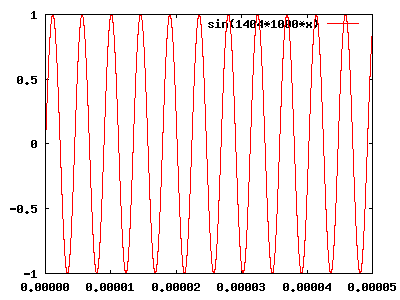
1404kHzの信号。0.00005秒
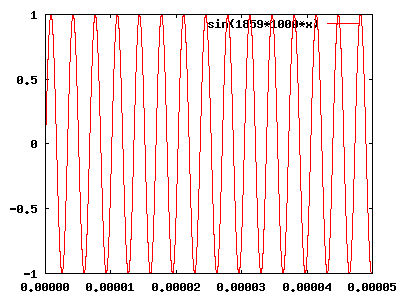
1859kHzの信号。0.00005秒
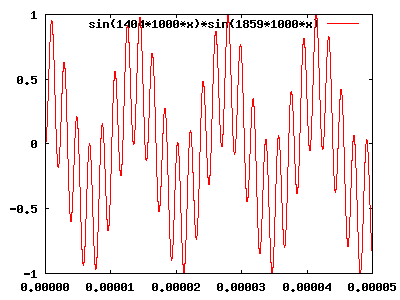
変位の積。455kHzの成分と3263kHzの成分があることが見てとれる
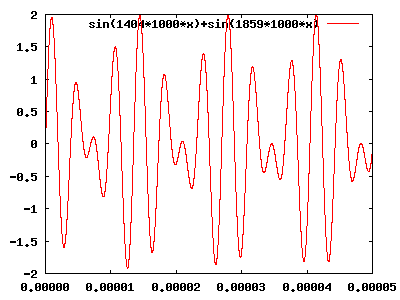
変位の和（参考。音響でいう「うなり」。455kHzでうなっている）

### 光ヘテロダイン検出受信機
光ヘテロダイン検出受信機は、アンテナを使って電場を検出するのではなく、光に対してヘテロダイン操作を行い、その結果を光電効果で電気に変換して処理する。さらに言えば、光ヘテロダイン検出において、局部発振器の発する光の帯域幅と入力信号ビームの帯域幅は解析において無視できない広さである。一般にそれらを混合した結果の方が帯域幅がずっと狭くなるため、処理しやすい。

## 数学的解説
ヘテロダインは次のような三角関数の性質に基づいている。
{\displaystyle \sin \theta \sin \varphi ={\cos(\theta -\varphi )-\cos(\theta +\varphi ) \over 2}}
左辺の積は正弦信号波形に別の正弦波（たとえばラジオでは局発からの信号）をかけること（周波数の混合）を表している。この信号は、原信号に対してその帯域幅よりも十分に高い、または低い方に離れた周波数でなければならない。右辺は2つの余弦波の和であり、周波数帯域を区切ればそれぞれを別々に信号として取り出すことができる。
上記の式に出てくる正弦波は、いずれも完全な信号波形と等価ではない。しかし、任意の波形はフーリエ変換によって正弦波の組み合わせに変換できる。すると、その個々の周波数要素について、上記の式を適用できる。例えば、周波数 φ が入力信号のフーリエスペクトルにおいて弱い場合、出力信号の θ ± φ における振幅も小さくなる。

## 応用

### 高感度光学検出
光の周波数は実現可能などんな電子回路の帯域幅よりも高いため、光学検出器は全て本質的にエネルギー検出器であり、振動する電場を検出するわけではない。しかしエネルギー検出は本来、二乗検波であるため、入ってきたあらゆる周波数の光を混合したものになる。したがって特定の周波数だけを精密に検出するには光ヘテロダイン検出を使い、2つのごく近い波長の光を入射させ、その差分にあたる周波数の電気出力を得る。これによって極めて狭い帯域で検出でき（光学フィルターで実現できる帯域よりも狭い）、参照光の位相と波長の精度に従った精度で測定可能となる。

### アナログビデオテープへの記録
多くのアナログビデオテープでは、色情報を制限された帯域幅に記録するため、色信号の搬送周波数を変換する必要がある。これを「ヘテロダインシステム」などと呼ぶ。例えばNTSCをVHS（およびS-VHS）に記録する場合、色情報の標準搬送周波数である3.58MHzから約629kHzに変換する。PALをVHSに記録する場合も色信号は同様に変換される（ただし、元の周波数は4.43MHz）。今ではもう使われていない3/4インチのUマチックの場合、ヘテロダインによってNTSCは約688kHzに変換して記録する（ソニーのベータマックスも同様）。PALをUマチックに記録する場合は2種類の非互換な規格があり、それぞれハイ・バンドとロー・バンドと呼ばれていた。他に色情報をヘテロダインシステムで記録するものとして、8ミリビデオ（Video-8、Hi8）がある。
この場合のヘテロダインシステムは、放送用の周波数で変調された信号を1MHz未満の帯域幅の媒体に記録可能な周波数に変換するためのものである。再生時には、記録された色情報信号を逆変換して標準の副搬送周波数に戻し、テレビなどに送り出す。ダビングの際も逆変換して送り出し、録画側で再度変換する。一部のプロ用やハイエンド機器では、逆変換・変換せずにダビングできるコネクタを備えていた。